# Геффорд
Геффорд (англ. Hafford) — місто в сільському муніципалітеті Редберрі, провінція Саскачеван, Канада, згідно з переписом населення Канади 2021 року населення складає 414 осіб. Місто розташоване біля озера Редберрі з солоною водою.

## Історія

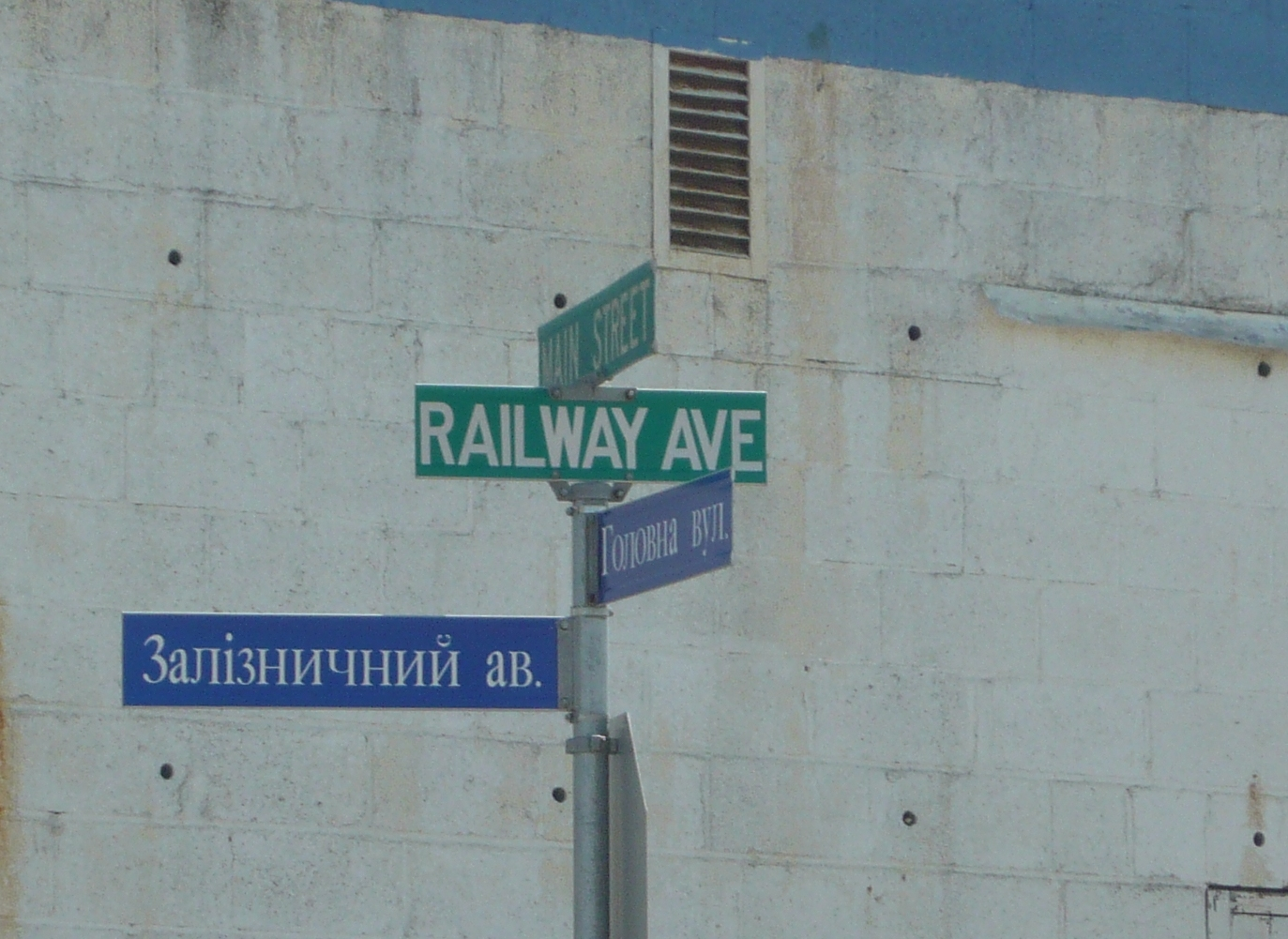
Двомовний вказівник

Першим наглядачем у селі Геффорд був Т. Г. Бавін у 1914 році. Сільська рада Геффорда та торгова рада зробили запит на лікаря, і в село призначили доктора Вайтмарша. Першу громаду спочатку обслуговувала пошта Люксембургу. У ранньому селі було три лісозаготівлі, магазин, більярдна кімната, стайні, апаратна техніка та пошта. У 1913 році відкрився Канадський торговий банк і перший ресторан. Готель і бар були засновані в 1914 році. Геффорд було електризовано в 1916 році, в тому ж році була заснована Hafford Rural Telephone Company. У 1922 році Геффорді було побудовано лікарню. Геффорд обслуговували Українська Католицька Церква, заснована в 1911 році, Українська Православна Церква, збудована в 1909 році, Римо-Католицька Церква, зведена приблизно тоді ж. Англіканська церква була побудована в 1918 році, а методистська церква, яка була зведена в Геффорді, переїхала до Річарда. Станція Dominion Government Illustration Station працювала між 1932 і 1955 роками. На цій станції перевіряли зернові культури, добрива та поліпшену худобу.

## Демографія
Згідно з переписом населення 2021 року, проведеним Статистичним управлінням Канади, населення Геффорду становило 414 осіб, які проживали в 190 із 221 загальної кількості приватних осель. Населення виросло на 1,7% від 407 осіб у 2016 році. Площа міста становить 1,13 км2, у 2021 році щільність населення становила 366,4/км.

## Освіта
Спільноту Геффорду спочатку обслуговував шкільний округ Вайтберрі, який будував свою школу протягом 1906—1908 років, відкривши її у 1909 році, у 1910 році відкрився шкільний округ Рус. У цій місцевості в 1912 році було організовано шкільний округ Альбертон, шкільний округ Ґусбері, шкільний округ Слава та шкільний округ Крейгмор. Шкільний округ Геффорд і шкільний округ Наука були організовані в 1914 році, шкільний округ Ленглі в 1916 році, а шкільний округ Лост-Лейк і шкільний округ Канада в 1918 році.

## Транспорт
Історично склалося так, що залізниця, що з'єднує Принс-Альберт і Північний Батлфорд, була прокладена в 1913 році, і на залізничній лінії було вибрано місце для села Геффорд. Громаду обслуговує аеропорт Геффорд, який розташований за 1,9 км на північний захід біля нині закритої залізниці Carlton Trail, яка проходила паралельно шосе 40.

## Клімат
| Клімат Hafford          | Клімат Hafford | Клімат Hafford | Клімат Hafford | Клімат Hafford | Клімат Hafford | Клімат Hafford | Клімат Hafford | Клімат Hafford | Клімат Hafford | Клімат Hafford | Клімат Hafford | Клімат Hafford | Клімат Hafford |
| Показник                | Січ.           | Лют.           | Бер.           | Квіт.          | Трав.          | Черв.          | Лип.           | Серп.          | Вер.           | Жовт.          | Лист.          | Груд.          | Рік            |
| Абсолютний максимум, °C | 9,5            | 8,5            | 18             | 30,6           | 35             | 37,5           | 36,5           | 37             | 33             | 29,4           | 18,9           | 8              | 37,5           |
| Середній максимум, °C   | −11,9          | −9,3           | −1,4           | 9,9            | 18,1           | 21,9           | 23,9           | 23,4           | 16,7           | 9,9            | −3,3           | −10,8          | 7,3            |
| Середня температура, °C | −17            | −14,5          | −6,9           | 3,7            | 11             | 15,1           | 17,2           | 16,2           | 10,1           | 3,7            | −7,7           | −15,7          | 1,3            |
| Середній мінімум, °C    | −22,2          | −19,7          | −12,2          | −2,5           | 3,9            | 8,3            | 10,4           | 9              | 3,4            | −2,6           | −12,1          | −20,5          | −4,7           |
| Абсолютний мінімум, °C  | −46,7          | −42,8          | −37,2          | −28,3          | −9,4           | −3,5           | 0,6            | −3,5           | −9             | −24            | −36            | −43            | −46,7          |
| Норма опадів, мм        | 13.7           | 8.1            | 13.2           | 23.1           | 50.7           | 67.5           | 79.3           | 38.4           | 39.2           | 14.8           | 13.9           | 14.2           | 375.9          |
| ----------------------- | -------------- | -------------- | -------------- | -------------- | -------------- | -------------- | -------------- | -------------- | -------------- | -------------- | -------------- | -------------- | -------------- |

## Відомі люди
- Соня Скарфілд — друга жінка (і єдина канадка), чиє ім'я вигравіювано на Кубку Стенлі
- Аллен Б. Сулатицький — колишній помічник голови суду королівської лави Альберти
- Джейсон Гертер — колишній професійний хокеїст, зіграв одну гру з «Нью-Йорк Айлендерс»
- Вівіан Прокоп — три роки поспіль входила до списку 100 найвпливовіших жінок Канади від WXN у 2010, 2011, 2012 роках, а у 2013 році отримала медаль Діамантового ювілею королеви Єлизавети II від прем'єр-міністра Стівена Гарпера за її внесок у розвиток підприємництва в Канаді, який започаткував 5000 нових компаній, що створюють понад 20 000 нових робочих місць, на посаді генеральної директорки Канадської молодіжної організації бізнесу (CYBF), а також за її міжнародну роботу як засновника Альянсу молодих підприємців G20 (G20YEA).